# ۵-هیدروکسی‌مالتول
۵-هیدروکسی‌مالتول (به انگلیسی: 5-Hydroxymaltol) یک ترکیب شیمیایی با شناسه پاب‌کم ۷۰۶۲۷ است. 